# Революционно-демократический альянс
Революционно-демократический альянс (исп. Alianza Revolucionaria Democrática; ARDE) — военно-политическая организация никарагуанской оппозиции 1980-х годов. Создан сандинистским полевым командиром Эденом Пасторой после разрыва с правительством СФНО. Примыкал к движению Контрас как левое крыло, но дистанцировался от FDN и США. Участвовал в гражданской войне. Базировался в Коста-Рике, вёл партизанскую борьбу против марксистского режима в южных районах Никарагуа. С 1986, после отстранения Пасторы, блокировался с правыми FDN. Фактически прекратил существование после смены власти в 1990, но некоторые активисты продолжали спорадическое сопротивление никарагуанским властям до середины 2000-х.

## Сандинизм против сандинистов
В 1978—1979 сандинистский полевой командир Эден Пастора командовал южным фронтом в войне против режима Сомосы. Он отличался леворадикальными взглядами, был популярен среди беднейших крестьян и индейского населения. После свержения Сомосы занял пост заместителя министра обороны.
Авторитаризм руководства СФНО, ориентация на «реальный социализм», сближение с СССР и Кубой, прокоммунистические тенденции влиятельного министра внутренних дел Томаса Борхе, а главное, тяжёлое положение крестьянства привели Пастору к жёсткому конфликту с правящим СФНО. Негодование Пасторы вызывал и образ жизни партийной элиты, напоминавший роскошество клана Сомосы.

Я не покидал СФНО — они покинули меня. Те, кто предал наши идеалы ради марксизма-ленинизма.

Эден Пастора

В 1981 Пастора организовал оппозиционный Сандинистский революционный фронт (FRS). В 1982 на политической базе FRS был учреждён Революционно-демократический альянс (ARDE) для вооружённой борьбы с «изменниками делу Сандино». (К альянсу примкнуло Никарагуанское демократическое движение социал-либерала Альфонсо Робело.)

## Южный фронт гражданской войны
ARDE включился в гражданскую войну против марксистского режима СФНО. Базой для рейдов в Никарагуа стали северные районы Коста-Рики. Первоначально удалось закрепиться на никарагуанской территории в бассейне реки Сан-Хуан. Партизанская штаб-квартира была устроена в городе Ла-Пенка. Однако военные успехи ARDE оказались недолговечными. Регулярная правительственная армия нанесла серию поражений повстанцам. Руководство Пасторы характеризовалось как малокомпетентное.
Правые лидеры никарагуанской вооружённой оппозиции были заинтересованы в сотрудничестве с популярным и харизматичным Эденом Пасторой. Объективно ARDE являлся частью движения Контрас. Однако по идеологическим причинам Пастора категорически отказывался от союза с Никарагуанскими демократическими силами (FDN), подчёркивал, что ARDE остаётся сандинистской организацией и регулярно отклонял предложения участвовать в объединительных проектах (это привело и к разрыву с Робело). Такая позиция спровоцировала месть ЦРУ США — был распространён слух о причастности Пасторы к наркоторговле (реальных фактов такого рода выявлено не было). С другой стороны, сандинистское правительство и его союзники также вели массированную кампанию по компрометации Пасторы (в советской прессе он пренебрежительно характеризовался как «р-р-революционер»).
30 мая 1984 против Пасторы был совершён теракт на пресс-конференции в Ла-Пенке. Погибли 7 человек, Пастора получил ранение. Взрыв был организован аргентинскими ультралевыми по заказу сандинистского правительства.

## Отстранение Пасторы и союз с FDN
К 1985 среди командиров ARDE распространилось откровенное недовольство Пасторой, его политической самоизоляцией, отсекавшей от основных сил сопротивления и от международной поддержки. Многие активисты выступали за присоединение — по примеру Робело — к Объединённой никарагуанской оппозиции, в которой решающую роль играли правые FDN во главе с Адольфо Калеро, Энрике Бермудесом, Аристидесом Санчесом и Исраэлем Галеано.

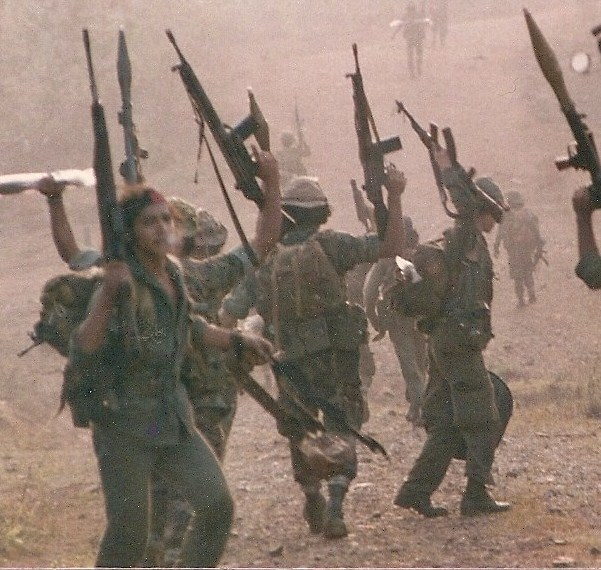
Боевое соединение FDN и ARDE на юге Никарагуа, 1987

В начале 1986 группа полевых командиров ARDE отстранила Эдена Пастору от руководства организацией. Пастора объявил о прекращении вооружённой борьбы и сдался властям Коста-Рики.

Революционно-демократический альянс (ARDE), основанный бывшим сандинистским команданте Эденом Пасторой, исповедует туманно-расплывчатый личностный социализм (в отличие от доктринерского марксизма-ленинизма). Пастора порвал с ARDE в знак протеста против решения организации присоединиться к другим группам контрас и принять от США контроль и финансирование. Но даже с уходом Пасторы приверженность ARDE свободному предпринимательству остаётся незначительной, а приверженность демократическим принципам — вопрос отчасти открытый.

Тед Карпентер, эксперт Института Катона, июнь 1986

Новое командование ARDE заключило союз с FDN. Это позволило объединить усилия с формированиями Исраэля Галеано, получить американскую материально-техническую помощь и активизировать военные действия. Отряды ARDE участвовали в решающем наступлении контрас 1987—1988, по результатам которого правительство Даниэля Ортеги согласилось на мирные переговоры с вооружённой оппозицией.

## В послевоенный период
На свободных выборах 25 февраля 1990 года СФНО потерпел поражение. Однако политические организации контрас — любой идеологической ориентации, от FDN до ARDE — тоже не получили поддержки. К власти пришли правоцентристские силы из невооружённой оппозиции во главе с новым президентом Виолеттой Барриос де Чаморро.
Эден Пастора включился в легальный политический процесс. Поначалу он не достигал успехов, но после примирения с сандинистами — заметно эволюционировавшими вправо и вернувшимися к власти на выборах 2006 — получил министерский пост в правительстве Даниэля Ортеги. Деятельность Пасторы как министра по развитию бассейна реки Сан-Хуан спровоцировала межгосударственный конфликт Никарагуа с Коста-Рикой (из-за занятия никарагуанской стороной спорного приграничного острова Исла-Калеро и слива грязной воды на коста-риканскую территорию в ходе донноуглубительных работ), привела к его объявлению в международный розыск и спровоцировала резкую критику, в том числе касательно руководства ARDE.
Некоторые активисты и бойцы ARDE не признали урегулирования и длительное время продолжали спорадическое сопротивление на юге Никарауга. Однако эти действия уже не принимали сколько-нибудь серьёзных масштабов. В 2004 бойцам южного фронта были выделены сельскохозяйственные угодья, после чего они прекратили вооружённые акции.

## Интересные факты
Сторонником ARDE и лично Эдена Пасторы был известный никарагуанский боксёр Алексис Аргуэльо.